# Aspidiophon divisum
Aspidiophon divisum är en mångfotingart som beskrevs av Shelley 2000. Aspidiophon divisum ingår i släktet Aspidiophon och familjen Schizopetalidae. Inga underarter finns listade i Catalogue of Life.